# 66583 Nicandra
66583 Nicandra este o planetă minoră (asteroid), cu un diametru de 6,011 km, din centura de asteroizi. A fost descoperită pe 9 septembrie 1999 la Socorro de Lincoln Near-Earth Asteroid Research și a fost numită după Nicandra⁠(d). 
Obiectul prezintă o orbită caracterizată de o semiaxă mare de 2,6357180323625 UAi, o excentricitate de 0,25, o înclinație de 3,6 ° în raport cu ecliptica.